# Elmer Snowden
Elmer Snowden (Baltimora, 9 ottobre 1900 – Filadelfia, 14 maggio 1973) è stato un banjoista tra i più importanti degli anni 1920 e un direttore d'orchestra jazz statunitense. Snowden è oggi ricordato soprattutto per essere stato il leader dei Washingtonians, il gruppo da cui Duke Ellington iniziò la creazione della propria orchestra.
Snowden, che suonava anche la chitarra e (all'inizio della sua carriera) tutti gli strumenti ad ancia, diede un grande contributo al jazz, sia come strumentista, sia come capoorchestra, ruolo nel quale contribuì a lanciare le carriere di molti musicisti che avrebbero avuto ruoli di primo piano. Ciononostante, la sua figura è stata lasciata in secondo piano nella maggior parte delle trattazioni della storia del jazz, soprattutto a causa della scarsità di registrazioni lasciate dai gruppi che egli diresse. Snowden lavorò molto come musicista ed agente negli anni 1920 e 1930 - ad un certo punto ebbe la titolarità contemporanea di cinque formazioni - , ma poche delle molte formazioni da lui dirette entrarono in sala d'incisione e, quando lo fecero, fu spesso come gruppo di supporto per altri artisti. Snowden stesso, in veste di strumentista, registrò con tutti i massimi nomi dei suoi tempi, ma il suo ruolo di supporto fece sì che fosse quasi sempre trascurato nell'attribuzione discografica: le eccezioni sono rappresentate da due tracce incise con Bessie Smith nel 1925 e sei tracce coi Sepia Serenaders nel 1934. Snowden sarebbe tornato sulla copertina di un disco solo molti anni più tardi, durante il revival della sua carriera negli anni 1960.

## Biografia
Nato a Baltimora, Snowden imparò a suonare il banjo e la chitarra da ragazzo, iniziando a suonare professionalmente col pianista Addie Booze nel 1914. Nel 1915 si unì poi all'orchestra di Eubie Blake con cui rimase anche quando la direzione passò a Joe Rochester. Nel 1919, alla morte di Rochester, Snowden si trasferì a Washington (D.C.) dove incontrò il coetaneo Duke Ellington e fece parte di un trio diretto da quest'ultimo. Snowden ebbe in seguito a dichiarare che il giovane Duke non gli aveva fatto una grande impressione.
Nel 1921, dopo aver sposato la pianista Gertie Wells e una breve collaborazione con Claude Hopkins, Snowden fondò un suo gruppo, la  "Elmer Snowden's Black Sox Orchestra", per il quale reclutò il trombettista Arthur Whetsol, il batterista Sonny Greer, e il sassofonista Otto Hardwick. Nel 1923 la formazione fu scritturata per sei mesi all'Hollywood Club di Manhattan, ma arrivò a New York solo per scoprire che il loro pianista Fats Waller, era sparito. A questo punto Snowden mandò a chiamare Ellington e il gruppo, dopo tre mesi di permanenza, accorciò il suo nome in Washingtonians. Stavolta Snowden fu ben felice del nuovo pianista, che ben presto iniziò a reclutare altre colonne del gruppo, tra cui Charlie Irvis e Bubber Miley.
Il gruppo, però, sospettava che Snowden trattenesse parte dei soldi per sé,, e quando Snowden lo venne a sapere, se ne andò lasciando la direzione ad Ellington.
Snowden continuò a fondare e dirigere gruppi che, in vari momenti, avrebbero incluso tra gli altri Count Basie, Jimmie Lunceford, Bubber Miley, Tricky Sam Nanton, Frankie Newton, Benny Carter, Rex Stewart, Roy Eldridge e Chick Webb.
Nel marzo del 1924 Snowden fu chiamato a dirigere la Broadway Jones Band. Nel 1925 tornò brevemente a far parte dei Washingotnians di Ellington (secondo alcuni su richiesta della mafia che aveva interessi nel club in cui Ellington suonava); più tardi lo si trova come membro della Ford Dabney Orchestra. Ricominciò poi con formazioni a suo nome e tra la seconda metà degli anni 1920 e i primi anni del 1930, fino a cinque gruppi figurarono a nome di Snowden: uno di questi, comprendente Roy Eldridge, Al Sears, Dicky Wells e Sid Catlett, nel 1932 comparve nel corto musicale della "Vitaphone" chiamato "Smash Your Baggage".
Fra gli incarichi di quegli anni, si trovano concerti in vari club e, nel 1927, una partecipazione allo spettacolo "Rang Tang Show", con 48 suonatori di banjo.
Nel 1933, quando già il suo stile stava perdendo il favore del pubblico, Snowden ebbe un disaccordo con il sindacato dei musicisti, che gli proibì di suonare a New York. Snowden si trasferì a Filadelfia, dove divenne un insegnante di musica. Fra i suoi allievi di quegli anni vi furono Ray Bryant, suo fratello - il bassista Tommy Bryant- e il sassofonista Sahib Shihab.
La situazione fu sbrogliata solo qualche anno più tardi con l'intervento di John Hammond e attorno al 1940 Snowden era di nuovo a New York, con gruppi di sua direzione e con il Joe Sullivan Trio. Gli anni 1950 lo videro alla testa di un quartetto, impegnato in tour degli USA e del Canada, e di nuovo a Filadelfia con un suo quartetto.
A questo punto la fortuna gli si rivolse contro, e nel 1959 il disc jockey di Filadelfia Chris Albertson lo incontrò mentre lavorava come custode di parcheggio. Albertson gli fece incidere due album Prestige del 1960, assieme al cantante e chitarrista Lonnie Johnson, e lo aiutò a formare, con Cliff Jackson un quartetto per una sessione di registrazione Riverside ("Harlem Banjo"). Seguì, nel 1961, un'incisione in sestetto con Roy Eldridge, Bud Freeman, Jo Jones,  Ray e Tommy Bryant, che fu pubblicata dalle etichette Fontana e Black Lion. Queste furono le prime registrazioni a nome di Snowden.
Dopo essere stato riscoperto, nel 1963 Snowden partecipò al Newport Jazz Festival e nel 1967 fece un tour dell'Europa promosso da George Wein. Fu poi chiamato come insegnante dalla University of California, Berkeley e vi rimase fino al 1969, esibendosi anche in concerto con diversi gruppi tra cui uno assieme a Turk Murphy.
Negli ultimi tempi i suoi antichi dissapori con Ellington erano stati sanati, e Ellington aveva perfino lasciato intendere che non gli sarebbe spiaciuto se Snowden fosse tornato con l'orchestra. Snowden, compiaciuto, declinò l'offerta con toni quasi paternalistici nei confronti di Ellington (che era un anno più vecchio di lui).
Nel 1969 Elmer Snowden tornò a Filadelfia, dove morì nel 1973.

## Discografia
- 1960 - Blues & Ballads (Prestige Records, BVLP 1011) con Lonnie Johnson
- 1961 - Harlem Banjo! (Riverside Records, RLP-348/RS-9348)
- 198? - Jazz Collection - Volume 12 (IAJRC Records, LP12) Raccolta
- 1990 - Blues, Ballads, and Jumpin' Jazz - Vol. 2 (Prestige Records, OBCCD-570-2)